# Напад на путнички воз у Грделичкој клисури
Напад на путнички воз у Грделичкој клисури је изведен 12. априла 1999. године (другог дана православног Васкрса), када је авион НАТО пакта испалио две ракете и погодио путнички воз који је прелазио преко железничког моста на Јужној Морави у Грделичкој клисури. У експлозији и пламену од ових погодака изгинуло је и повређено много путника. Тачан број погинулих и рањених до данас није са сигурношћу утврђен. Пронађено је девет лешева и још четири дела људског тела, а многи се воде као нестали.
Бомбардовање се десило током НАТО агресије на СРЈ. Агресија је на свом почетку била усмерена на војне циљеве али се средином априла тежиште напада проширило и на стратешке и економске циљеве као што су саобраћајнице а нарочито мостови.
Много цивилних жртава пало је и у стамбеним подручјима удаљеним од војних и економски стратешких објеката и циљева, у путничким возилима и јавном превозу, избегличким колонама, канцеларијама, болницама, затворима, амбасадама и просторијама јавних медија.

## Напад
Према изјавама двојице машиновођа, Бобана Костића и Горана Микића из Ниша, воз је из нишке станице 12. априла 1999. године кренуо са 15 минута закашњења, а у то ратно време, нико није проверавао колико је путника у вагонима међународног воза који је саобраћао до Ристовца. Из НАТО авиона су испаљена четири пројектила. Два су погодила воз, а два су пала на друмски мост у близини. Од првог пројектила, испаљеног тачно у 11.39 часова, локомотива и први вагон су се одвојили од остатка композиције, а други пројектил спржио је трећи вагон, док је четврти остао залепљен за шине.
Бомбардовање се десило око 11.40 по локалном времену. Ракета AGM-130 испаљена са НАТО  погодила је мост у тренутку када је путнички воз прелазио преко моста на линији Београд - Ристовац. Ракета је погодила воз и уништила трећи и четврти вагон, док мост није уништен.
Према генералу Веслију Кларку, који је био главнокомандујући НАТО снага у то време, воз је ишао превише брзо а бомба била превише близу циља да би могла да се откаже. Навео је да је прва ракета испаљена са велике удаљености од циља због чега пилот није био у могућности да визуелно препозна воз. Схватајући да је воз погођен али верујући да може још увек да заврши мисију испаљивањем на мост са кога је прошао воз, пилот је у још једном пролазу испалио другу ракету. И ова ракета је погодила воз. Кларк је описао други погодак као „неопрезан инцидент“ у коме се воз „кретао у подручју циља, скривајући се у диму првог поготка", наглашавајући да је пилот наводно имао мање од секунде да реагује. НАТО је у циљу оправдавања свог напада на путнички воз, у којем су живе изгореле или масакриране цивилне жртве, приказао видео-снимак начињен камером на авиону.

## Жртве
Пронађено је девет лешева и још четири дела људског тела, а многи се воде као нестали. Према изјави кондуктера после несреће, у возу је број путника био већи од 50, а међу идентификованим погинулима је било и деце и трудница.
На дан бомбардовања, касно после подне, из лесковачке болнице је јављено да је примљено 16 теже и лакше рањених путника. Али, није свима повређенима помоћ указана у Лесковцу. Тачан број настрадалих путника никада није утврђен.
Међу погинулима су били тек венчани Ана Бјелетић и Иван Марковић, истраживачи у области хемије.

## Контроверзе
Инцидент је изазвао контроверзне реакције у Србији и другим државама. Југословенска државна агенција Танјуг дала је информацију да је НАТО извео напад са циљем „наношења патње и уништавања српског народа“. На конференцији за новинаре која је одржана дан након напада, генерал Кларк је изјавио да је то био „несрећни инцидент због којег је, како посади, тако и свима нама жао“ и „то је једна од оних ствари за жаљење које се дешавају током кампања као што је ова и свима нама је веома жао, али радимо апсолутно најбоље како би избегли колатералну штету“. Амерички Секретар одбране Џон Хамр, изјавио је у Конгресу САД неколико месеци касније да „ми никада нисмо желели да уништимо воз или да убијемо оне који су били у њему. Ми смо хтели да уништимо мост и жалимо овај инцидент."
Немачки „Франкфуртер Рундшау“ показао је даљу контроверзност овог напада у јануару 2000. године, изјавивши да је видео-клип убрзан три пута у односу на своју реалну брзину, стварајући тако погрешан утисак брзине воза. Пентагон и НАТО су изјавили да је ова грешка била резултат убрзавања у сврху борбене процене штете, али да снимак није успорен за конференцију за новинаре. Касније испитивање Франкфуртер Рундшауа показало је да је клип убрзан 4,7 пута.

## Питања легалности
Југословенска влада и неке западне групе карактерисале су напад као злочин. Друге хуманитарне организације критиковале су наставак бомбардовања након што је прва ракета погодила воз. Амнести Интернашонал аргументовао је да је напад требало да се заустави када је воз био погођен, и да је друга бомба прекршила принцип пропорционалности. У извештају након рата, Амнести је о овом инциденту написао:
„... изгледа да је прекршен члан 57 протокола I који тражи да се напад откаже или суспендује уколико је јасно да циљ није војни ... или ако би се могло очекивати да напад за последицу има губитак живота цивила...“
Међународни Трибунал за бившу Југославију успоставио је у мају 1999. године комитет са циљем одређивања да ли је било прекршаја међународног закона током НАТО бомбардовања. У финалном извештају Карла дел Понте заузела је становиште да напад јесте био сразмеран.
„Мишљење комитета је да је мост био легитиман војни циљ. Путнички воз није био намерно циљан. Особа која је контролисала бомбе, пилот или официр система наоружања, циљао је мост, и услед веома кратког времена, није успео да препозна долазак воза док је прва бомба била у лету. Воз је био на мосту када је мост нациљан други пут и дужина моста је око 50 метара... Мишљење комитета да информација у односу на напад са првом бомбом не даје довољно велику основу да би се започела истрага.“
Комитет се поделио по питању да ли се пилот понашао непромишљено. Ипак препоручује „да напад на воз у Грделичкој клисури не би требало да истражује тужилац.“ А. П. В. Роџерс је прокоментарисао да комитет „мора да сматра да је испаљивање првог пројектила била легитимна акција против војног циља, као закључак је био да цивилне жртве тог напада нису несразмерне, и да је испаљивање друге ракете грешка расуђивања у жару тренутка.“

## Додатна информација
Оштећени мост је поправљен и поново отворен у септембру 1999. године. Сваког 12. априла се на годишњицу овог ратног злочина пригодном манифестацијом и полагањем венаца на спомен обележје саучествује са жртвама овог злочиначког напада и њиховом родбином и чува сећање на погибију потпуно беспомоћних путника.